# Hugo Edward Ryan
Hugo Edward Ryan (* 25. April 1888 in Kyabram; † 13. November 1977) war ein australischer Bischof.

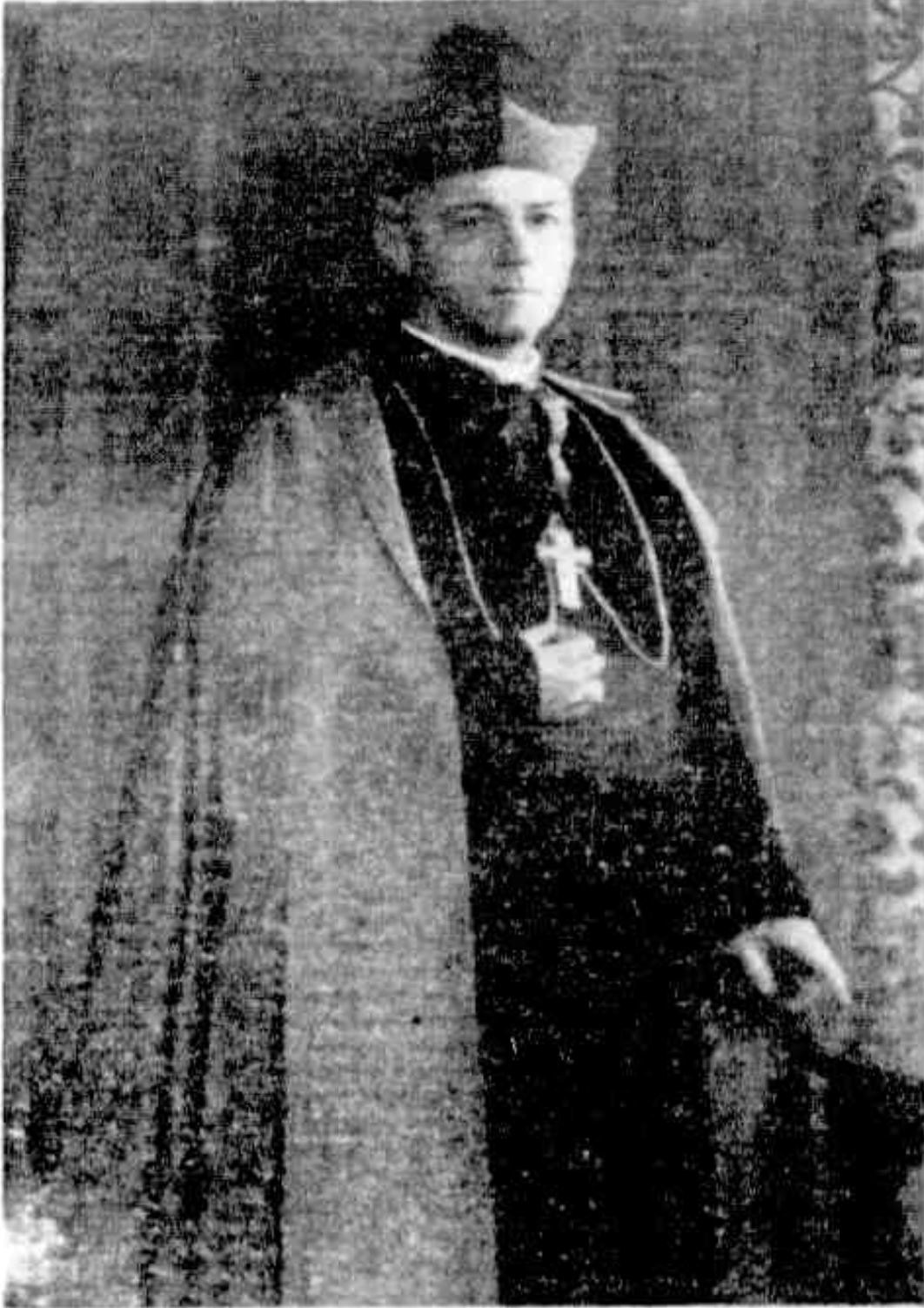
Hugh Edward Ryan, 1953

Ryan empfing die Priesterweihe am 17. Juni 1916. Am 13. Juli 1938 ernannte ihn Papst Pius XI. zum Bischof von Townsville. Der Apostolische Delegat von Australien, Erzbischof Giovanni Panico, spendete ihm mit Assistenz des Koadjutorerzbischofs von Sydney, Norman Thomas Gilroy und seines Vorgängers, Bischof Terence Bernard McGuire,  am 18. Oktober 1938 die Bischofsweihe. 
Am 14. Oktober 1967 verzichtete er auf sein Bischofsamt und wurde zum Titularbischof von Nigizubi ernannt. Am 13. Oktober 1976 verzichtete er auf seinen Titularbischofssitz und wurde emeritierter Bischof von Townsville.